# Wax
Wax（ワックス、1976年5月31日 - ）は韓国の女性歌手。

## 来歴
- 2000年10月、「母さんの日記」（オンマ・エ・イルギ）でデビュー。以前は混成ロックグループDOGのボーカルだった。
- 2005年7月、渋谷で行われたイベント韓晩で日本初舞台を踏み、その後日本での活動を準備。
- 2006年4月12日、シングル「赤い糸」で日本デビュー。この曲は、韓国でのヒット曲「化粧を直して」に日本のヒットメーカー松本隆が日本語の詞を書き下ろしたもの。

## 特徴・エピソード
- デビュー初期は俳優ハ・ジウォンをミュージック・ビデオに出演させるなど前面に押し出し、自身の顔をメディアに出さなかったため「顔のない女性歌手」と呼ばれた。
- ヒット曲は『母の日記』『化粧を直して』『ブタッケヨ』（「お願いします」という意味）など
- CD売上げが落ち込んでいる韓国歌謡界において、イ・スヨンと共に「不況知らずの女性歌手」と言われ、韓国の女性ソロ歌手としては異例のCD売上げを記録し続けている。
- 日本デビューシングル「赤い糸」はGyaOのCM宣伝で流れ注目される様になった。

## 代表曲
- 「クァンゲ」（関係）
- 「オッパ」（兄さん）
- 「ファジャンウル コチゴ」（化粧を直して）

## ディスコグラフィ
- 2000年 11月14日 1集 タイトル曲『オンマエ イルギ』（母の日記）
- 2001年 8月8日 2集 タイトル曲『ファジャンウル コチゴ』（化粧を直して）
- 2002年 7月7日 3集 タイトル曲『ブタッケヨ』（お願いします）
- 2003年 9月18日 4集 タイトル曲『関係』
- 2004年 3月19日 ベストアルバム『Best Of Best』
- 2005年 2月2日 5集 タイトル曲『ヨッカジマヨ』（悪口言わないで）
- 2006年 12月4日 6集 タイトル曲『愛がすべてそんなものだから』
- 2008年 7集 『女は愛を抱いて』
- 2009年 8集 『Always you』
- 2010年 9集 『fall in...』
- 2012年 10集 『NOW&FOREVER』
- 2010年 3月23日　リメイク・ミニアルバム『WAX unplugged side A』
- 2010年 6月01日　リメイク・ミニアルバム『WAX unplugged side B』